# Alfa Romeo 184T
L'Alfa Romeo 184T è una vettura di Formula 1 costruita dalla casa omonima nelle stagioni 1984 e 1985. Venne gestita in forma semiufficiale dalla scuderia Euroracing e affidata ai piloti Riccardo Patrese ed Eddie Cheever.

## Livrea
In entrambe le stagioni la vettura riportò una livrea verde dettata dal suo sponsor principale, l'azienda trevigiana Benetton a sua volta transfuga dalla Tyrrell, con pochi accenni allo storico rosso corsa della casa milanese.

## Caratteristiche
Disegnata da Luigi Marmiroli e Mario Tollentino, che collaborò anche al disegno del modello precedente 183T, era equipaggiata con un motore turbo V8 1.5 L tipo 890T, che produceva una potenza di circa 670 HP. L'aerodinamica era stata studiata da Gustav Brunner.
Il telaio era in fibra di carbonio ed era stato costruito in Gran Bretagna. Venne però subito messa in dubbio la sua competitività per via degli alti consumi; nel cruscutto era stato tra l'altro inserito un display digitale indicante la quantità di carburante rimasta.

## Test
La monoposto venne collaudata la prima volta il 10 marzo 1984 presso il circuito di Balocco.

## Carriera agonistica

### Stagione 1984
Ottenne 11 punti in 24 partecipazioni, tutti ottenuti nella stagione 1984, e il miglior risultato fu il terzo posto di Riccardo Patrese nel Gran Premio d'Italia. La vettura però peccava in affidabilità nel motore: spesso cedeva, oppure, a causa di un forte consumo, la vettura era costretta a fermarsi per l'assenza di benzina.

### Stagione 1985
La scarsa competitività del modello 185T portò la scuderia a utilizzare nuovamente il modello 184T anche nella seconda parte della stagione 1985; la vettura, tuttavia, riuscì ad arrivare al traguardo solo nel Gran Premio d'Europa, senza marcare punti.

## Risultati completi

### 184T
| Anno | Team                     | Motore               | Gomme | Piloti  |     |     |     |     |     |     |     |     |     |     |     |     |     |    |     |    | Punti | Pos. |
| ---- | ------------------------ | -------------------- | ----- | ------- | --- | --- | --- | --- | --- | --- | --- | --- | --- | --- | --- | --- | --- | -- | --- | -- | ----- | ---- |
| 1984 | Benetton Team Alfa Romeo | Alfa Romeo 890T V8 T | G     | Patrese | Rit | 4   | Rit | Rit | Rit | Rit | Rit | Rit | Rit | 12  | Rit | 10* | Rit | 3  | 6   | 8  | 11    | 8º   |
| 1984 | Benetton Team Alfa Romeo | Alfa Romeo 890T V8 T | G     | Cheever | 4   | Rit | Rit | 7*  | Rit | NQ  | 11* | Rit | Rit | Rit | Rit | Rit | 13* | 9* | Rit | 17 | 11    | 8º   |

### 184TB
| Anno | Team                     | Motore               | Gomme | Piloti  |  |  |  |  |  |  |  |     |     |     |     |     |     |    |     |     | Punti | Pos. |
| ---- | ------------------------ | -------------------- | ----- | ------- |  |  |  |  |  |  |  | --- | --- | --- | --- | --- | --- | -- | --- | --- | ----- | ---- |
| 1985 | Benetton Team Alfa Romeo | Alfa Romeo 890T V8 T | G     | Patrese |  |  |  |  |  |  |  |     | Rit | Rit | Rit | Rit | Rit | 9  | Rit | Rit | 0     | 12º  |
| 1985 | Benetton Team Alfa Romeo | Alfa Romeo 890T V8 T | G     | Cheever |  |  |  |  |  |  |  | Rit | Rit | Rit | Rit | Rit | Rit | 11 | Rit | Rit | 0     | 12º  |

| Legenda | 1º posto     | 2º posto | 3º posto    | A punti         | Senza punti/Non class.  | Grassetto – Pole position Corsivo – Giro più veloce |
| Legenda | Squalificato | Ritirato | Non partito | Non qualificato | Solo prove/Terzo pilota | Grassetto – Pole position Corsivo – Giro più veloce |

(*) Indica quei piloti che non hanno terminato la gara ma sono ugualmente classificati avendo coperto, come previsto dal regolamento, almeno il 90% della distanza totale.